# Credere
Credere è un periodico settimanale dedicato alla fede cattolica edito dalla Periodici San Paolo. 

## Storia
La rivista è stata fondata nel 2013, anno dell'elezione a Pontefice di papa Francesco, e si occupa di raccontare l'esperienza religiosa di personaggi noti o comuni attraverso storie della loro vita. In ogni numero è inoltre dedicato spazio alla liturgia e al commento al Vangelo. Nel 2015 Credere è stato il giornale ufficiale del Giubileo straordinario della Misericordia, che è stato seguito dalla rivista per tutta la durata dell'Anno Santo.
Nell'ottobre 2019 il settimanale ha modificato la veste grafica modificando l'originale sottotitolo La gioia della fede in La gioia del Vangelo e utilizzando caratteri tipografici più chiari e leggibili.
Il periodico è in vendita in edicola, nelle parrocchie e disponibile per la lettura integrale gratuita sul sito ufficiale del settimanale.